# NGC 229
NGC 229 là một thiên hà dạng hạt đậu nằm trong chòm sao Tiên Nữ. Nó được phát hiện vào ngày 10 tháng 10 năm 1879 bởi Édouard Stephan.